# Summit Park
Summit Park é uma Região censo-designada localizada no estado norte-americano de Utah, no Condado de Summit.

## Demografia
Segundo o censo norte-americano de 2000, a sua população era de 6597 habitantes.

## Geografia
De acordo com o United States Census Bureau tem uma área de
56,2 km², dos quais 56,2 km² cobertos por terra e 0,0 km² cobertos por água.

## Localidades na vizinhança
O diagrama seguinte representa as localidades num raio de 20 km ao redor de Summit Park.